# Damona
Dans la mythologie celtique gauloise, Damona (aussi appelée Bormana), est généralement associée au dieu Borvo (romanisé en Bormanus). Borvo a une fonction de guérisseur par les eaux, Damona est la déesse des sources et des rivières.  
Damona est localement associée avec la source thermale de Bourbonne-les-Bains,  département de la Haute-Marne en France.

## Représentation
Si Damona apparaît fréquemment aux côtés du dieu Borvo (parfois écrit Bormo) comme à (Bourbon-Lancy) , elle est parfois représentée en compagnie du dieu Moritasgus (Alise-Sainte-Reine), du dieu  ou du dieu Albius (Aignay-le-Duc) ou bien avec plusieurs d'entre eux à la fois (Bourbonne-les-Bains), et plus tardivement avec Apollon, ce qui lui laisse supposer un caractère polyandre. Les dieux gaulois n'ont pas originellement de parèdre, et l'on trouve Damona représentée seule à plusieurs occasions (Bourbonne-les-Bains, Rivières).
Tout comme Sirona, elle apparaît souvent avec un épi de blé et un serpent ; symboles que l'on présume   respectivement liés à la fertilité et à la guérison . Pour Albert Grenier, « Ces déesses n'ont guère de caractère propre ; elles ne semblent que la personnification féminine de la divinité à laquelle elles sont associées ».
La statue bicéphale figurant sur l'illustration représente les rivières Saone et Meuse qui prennent leurs sources respectives à quelques kilomètres de la cité thermale.

## Culte
Les lieux de cultes à la déesse sont le plus souvent des sources au pouvoir curatif. Les quatre inscriptions de Bourbon-Lancy indiquent qu'elle a la faculté de visiter le pèlerin en rêve et de le guérir. Mais le plus souvent il est invité à se baigner dans l'eau de la source.
Son culte est attesté dans une zone correspondant à la Bourgogne actuelle ainsi qu'en Charentes (Inscription lapidaire de Saintes).

### Inscriptions et dédicaces
On connait plusieurs inscriptions relatives à Damona, parmi lesquelles deux inscriptions à Bourbon-Lancy :
- (CIL 13, 02805), découverte en 1792.

C(aius) Iulius Eporedirigis f(ilius) Magnus / pro L(ucio) Iulio Caleno filio / Bormoni et Damonae / vot(um) sol(vit)
- (CIL 13, 02806)

Borvoni et Damonae / T(itus) Severius Mo/destus [o]mnib(us) / h[o]n[orib(us)] et offi[ciis]
Elle est à Bourbon-Lancy, peut-être également mentionnée dans deux autres dédicaces à Borvo, (CIL 13, 02807) et (CIL 13, 02808).
L'autre grand site associé à Damona est Bourbonne-les-Bains, on y trouve neuf dédicaces à la déesse des eaux parmi lesquelles :
- (CIL 13, 05911)

Deo Apol/lini Borvoni / et Damonae / C(aius) Daminius / Ferox civis / Lingonus ex / voto
- (CIL 13, 05914)

Borvoni / et Damon(ae) / Aemilia / Sex(ti) fil(ia) / M[3]S
- (CIL 13, 05921)

Damonae Aug(ustae) / Claudia Mossia et C(aius) Iul(ius) Superstes fil(ius) / l(ocus) d(atus) ex d(ecreto) d(ecurionum) v(otum) s(olverunt) l(ibentes) m(erito)
Damona apparaît également dans des dédicaces à Chassenay, associée à Albius et à Alise-Sainte-Reine, associée à Apollon Moritasgus.
- (CIL 13, 11233)

Aug(usto) sacr(um) / deo Albio et Damonae Sex(tus) Mart(ius) / Cocillus ex iussu eius v(otum) s(olvit) l(ibens) m(erito)
- (CAG-21-01)

Deo Apollini Moritasgo [et] / Damonae P(ublius) Pontius Apolli[naris]
Enfin, l'inscription de Rivières lui accorde l'épiclèse  de Matuberginni. 
- Jullia Malla Malluronis fîl(ia) numinibus Augustorum et deae Damonae Matuherginni (?) ob memoriam Sulpiciae Silvanae filiae suae de suo posuit

## Équivalents celtiques
Son nom qui signifie « Grande Vache » du gaulois damo : bœuf[réf. nécessaire]), est à rapprocher de Boand[pourquoi ?], la déesse de la prospérité, des Tuatha Dé Danann, dans la mythologie celtique irlandaise.
Son équivalent en Grande-Bretagne est Arnemetia dont le nom signifie « celle qui est dans le sanctuaire » ; la racine nemet, qui a le sens de sacré, se retrouve dans Nemed et Nemeton.

## Dans la culture
- Damona fait partie des nombreux dieux cités dans la série de bande dessinée Astérix.
- A l'autre bout du monde, une déesse similaire existe dans la tradition chamanique[8] orientale de la Corée et de la Manchourie, dans le légende de la princesse Bari[9].

## Compléments